# Михайловский сельсовет (Железногорский район)
Миха́йловский сельсове́т — сельское поселение в Железногорском районе Курской области России.
Административный центр — слобода Михайловка.

## География
Расположен в западной части Железногорского района. С северной стороны граничит с Разветьевским и Веретенинским сельсоветами, с восточной и южной стороны — с Рышковским сельсоветом и с западной стороны — с Дмитриевским районом Курской области. Климатические условия характерны для западного агроклиматического района Курской области. По условиям теплообеспеченности растений Михайловский сельсовет Железногорского района относится к умеренному поясу, входящему в состав лиственно-лесной климатической области России. По данным метеостанции основные климатические показатели следующие: среднегодовая температура воздуха +5,4 С, продолжительность безморозного периода 149 дней, гидротермический коэффициент — показатель влагообеспеченности — равен 1,2 (умеренное увлажнение). В целом климат характеризуется умеренной континентальностью, большой продолжительностью безморозного периода, достаточным годовым количеством осадков и тепла.

## История
Образован в первые годы советской власти в составе Михайловской волости Дмитриевского уезда. С 1928 года в составе Михайловского (ныне Железногорского) района.
В 1959 году в состав Михайловского сельсовета была передана часть территории упразднённого Веретенинского сельсовета, вновь восстановленного в 1985 году. 
Статус и границы сельского поселения установлены Законом Курской области от 21 октября 2004 года № 48-ЗКО «О муниципальных образованиях Курской области».

## Население
| 2002  | 2010  | 2012  | 2013  | 2014  | 2015  | 2016  |
| ----- | ----- | ----- | ----- | ----- | ----- | ----- |
| 2725  | ↗2818 | ↗2873 | ↗2954 | ↗3053 | ↘3041 | ↗3045 |
| 2017  | 2018  | 2019  | 2020  | 2021  |       |       |
| ↘2932 | ↘2871 | ↘2820 | ↘2750 | ↗3383 |       |       |

## Состав сельского поселения
| № | Населённый пункт | Тип населённого пункта          | Население |
| - | ---------------- | ------------------------------- | --------- |
| 1 | Зелёный          | посёлок                         | ↘56       |
| 2 | Каменец          | посёлок                         | ↗72       |
| 3 | Ленинский        | посёлок                         | ↗47       |
| 4 | Михайловка       | слобода, административный центр | ↗3043     |
| 5 | Пески            | хутор                           | ↘2        |
| 6 | Ратманово        | деревня                         | ↗87       |